# José Ramos-Horta
José Manuel Ramos-Horta (Dili, Timor Oriental 1949) és un polític timorès, President de Timor Oriental des del 2007 fins al 2012.
Anteriorment ha estat portaveu de la resistència de Timor Oriental a l'exili durant l'ocupació d'Indonèsia entre els anys 1975 i 1999, Ministre d'Afers Estrangers i Primer Ministre. L'any 1996 fou guardonat amb el Premi Nobel de la Pau.

## Orígens polítics
Nasqué el 26 de desembre de 1949 a la ciutat de Dili, població que en aquells moments estava sota domini de Portugal. Fill de mare timoresa i pare portuguès, exiliat a l'illa de Timor, va ser educat en una missió catòlica a Soibada. A causa de la seva activitat política pro-independentista, durant l'època colonial va estar exiliat a Moçambic entre 1970 i 1971.
Considerat un moderat, va ocupar el càrrec de Ministre de Relacions Exteriors en el govern autoproclamat el 28 de novembre de 1975, amb només 25 anys. Va haver de deixar Timor Oriental amb motiu d'un viatge a Nova York per a donar a conèixer a les Nacions Unides el cas de Timor Orientaltres dies abans de la invasió per part de les tropes indonèsies, que durant tres dècades va provocar la mort d'entre 100.000 i 180.000 soldats i civils en combat o de fam. Fou llavors quan va exposar la violència perpetrada per Indonèsia en l'ocupació del territori, convertint-se en el representant permanent del Fretilin, moviment de resistència, a l'ONU en els anys subsegüents.
José Ramos Horta va estudiar Dret Internacional en l'Acadèmia de Dret Internacional de La Haia, als Països Baixos (1983), i a la Universitat d'Antioch, als Estats Units d'Amèrica, on va completar el màster en Estudis de la Pau (1984), així com una sèrie d'altres cursos de postgrau sobre la temàtica del Dret Internacional i la Pau.

## Premi Nobel de la Pau
El desembre de 1996, José Ramos-Horta compartí el Premi Nobel de la Pau amb el seu compatriota Carlos Filipe Ximenes Belo. El Comitè Nobel els va premiar pel seu continu esforç per a acabar amb l'opressió vigent a Timor Oriental, esperant que el premi contribuís a la trobada d'una solució diplomàtica per al conflicte en Timor Oriental, partint sobre la base que havia de ser respectat el dret dels pobles a l'autodeterminació.
El 2003, José Ramos-Horta va donar suport a la invasió a l'Iraq per part de les tropes nord-americanes, criticant el règim dictatorial de Saddam Hussein i a l'organització Al Qaeda -sense cap relació amb el règim laïcista iraquià- tot argumentant que Osama bin Laden, autoproclamat defensor de l'islamisme, havia justificat l'atac terrorista de Bali, entre altres coses, per la suposada ingerència occidental a Timor (una illa catòlica en un país d'abassegadora majoria musulmana).
El 3 de juny de 2006 incorporà el Ministeri de Defensa a la seva cartera de Ministre d'Afers Estrangers, que ocupava des de 2002, a conseqüència de la dimissió de l'anterior titular. Amb la crisi del govern, i sense la dimissió del seu principal artífex i Primer Ministre Mari Alkatiri Ramos-Horta decidí dimitir per la insostenibilitat del govern. El 26 de juny però Alkatiri decidí dimitir i el President del país Xanana Gusmao decidí nomenar Primer Ministre del país Ramos-Horta el 8 de juliol, per jurar el seu càrrec dos dies després.
L'any 2007 es convertí en el 2n President de Timor Oriental en guanyar les eleccions del 9 d'abril del mateix any, derrotant a les urnes el candidat Francisco Guterres.
En les eleccions presidencials del 17 de març de 2012, Ramos-Horta, que es presentava a la relecció, tan sols va aconseguir ocupar el tercer lloc i, per tant, no va poder disputa la segona volta. Finalment, aquesta fou disputada per Francisco Guterres i Taur Matan Ruak, i finalment el segon fou l'elegit.